# Ballophilus comastes
Ballophilus comastes är en mångfotingart som beskrevs av Crabill 1971. Ballophilus comastes ingår i släktet Ballophilus och familjen Ballophilidae.
Artens utbredningsområde är Filippinerna. Inga underarter finns listade i Catalogue of Life.